# تونی رفال
تونی رفال (به انگلیسی: Tonyrefail) یک منطقهٔ مسکونی در بریتانیا است که در Rhondda Cynon Taf واقع شده‌است. تونی رفال ۱۲٬۳۰۱ نفر جمعیت دارد.